# Кулави
Кулави — потік в Україні у Самбірському районі Львівської області. Лівий доплив річки Дністра (басейн Дністра).

## Опис
Довжина потоку 4,5 км, найкоротша відстань між витоком і гирлом — 4,08  км, коефіцієнт звивистості річки — 1,10 . Формується багатьма безіменними струмками.

## Розташування
Бере початок у хвойному лісі на південно-східних схилах гори безіменної (706,1 м). Тече переважно на північний схід і на північно-західній околиці села Вовче впадає у річку Дністер.

## Цікаві факти
- Витік потоку бере початок біля Регіонального ландшафтного парку «Надсянський»[5].